# Psittacula longicauda
Psittacula longicauda là một loài chim trong họ Psittacidae.